# Narayanganj

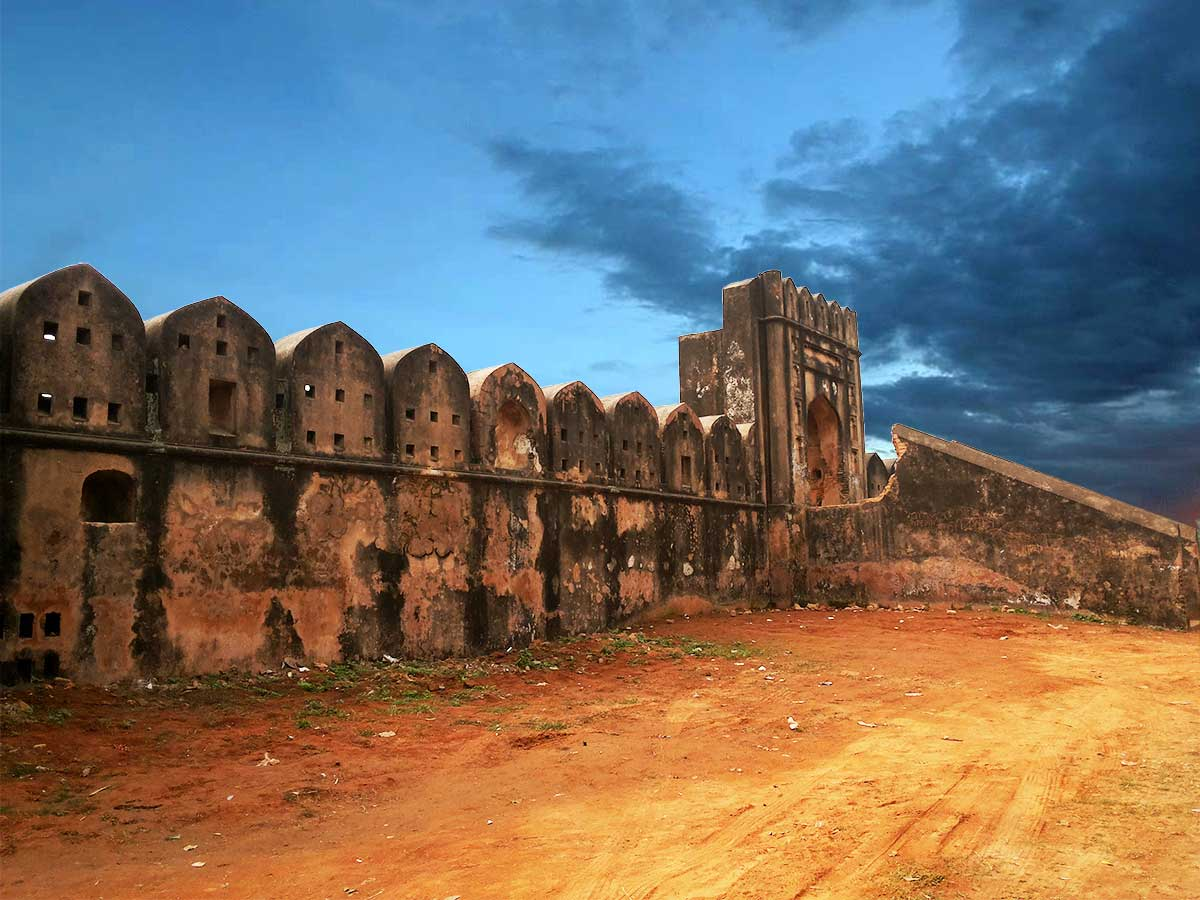
Hajiganj-Fort

Narayanganj (bengalisch নারায়ণগঞ্জ) ist eine Millionenstadt im gleichnamigen Distrikt in der Division Dhaka in Bangladesch.

## Lage und Klima
Die etwa 13 m hoch gelegene Stadt Narayanganj gehört zum dicht besiedelten Umland der ca. 30 km (Fahrtstrecke) in nordwestlicher Richtung entfernten Landeshauptstadt Dhaka im Zentrum von Bangladesch. Die Stadt liegt am Fluss Shitalakshya, der kurz darauf in die Meghna mündet, an welcher sich in ca. 12 km Entfernung Sonargaon, die alte Hauptstadt Bengalens, befindet. Das Klima ist schwülwarm und regenreich (ca. 2000 mm/Jahr).

## Bevölkerung
Die Bevölkerung von etwa 1,5 Millionen Menschen steigt stetig an. Vor dem Jahr 2000 hatte Narayanganj noch weniger als eine Million Einwohner.

### Religion
Die Bevölkerungsmehrheit (ca. 93 %) gehört dem sunnitischen Islam an; nur etwa 5 % sind Hindus. Es gibt im Stadtgebiet zahlreiche Moscheen aber nur sehr wenige Hindutempel.

### Bildung
Narayanganj hat drei Hochschulen: das 1937 gegründete Govt. Tolaram University College, das Narayanganj Govt. Mohila College und das Narayanganj University College.

## Wirtschaft und Verkehr
Die Stadt ist ein wichtiger Verkehrs- und Industriestandort mit einem großen Hafen am Shitalakshya. Es gibt auch einen Eisenbahnanschluss für den Hafen in Narayanganj und ein Fährterminal. Industriell ist vor allem der Jute-Handel und die Verarbeitung dieser Pflanzen bedeutend. Auf Grund der Anwesenheit vieler Jute-Mühlen wurde Narayanganj auch als "Dundee von Bangladesch" bekannt.

## Geschichte
Benannt ist die Stadt nach dem hinduistischen Religionsführer Bicon Lal Pandey, der auch als Benur Thakur oder Lakhsmi Narayan Thakur bekannt war. Nach der Schlacht von Plassey pachtete er das Gebiet der Stadt im Jahr 1766 von der British East India Company. Im Jahr 1866 wurde das erste Postamt eingerichtet; ab 1877 wurde der Telegrafendienst Dhaka-Narayanganj gestartet und die Bank of Bengal führte 1882 den ersten Telefondienst ein. Die Gemeinde Narayanganj wurde am 8. September 1876 geschaffen. Im Jahr 1885 finanzierte die Gemeinde durch Unterstützung von Harakanta Banerjee mit dem Victoria-Krankenhaus das erste Krankenhaus der Stadt.
Die Narayanganj City Corporation wurde am 5. Mai 2011 gegründet und vereinigte die drei ehemaligen Gemeinden Narayanganj, Siddhirganj und Kadam Rasul.

## Sehenswürdigkeiten
Das mogulzeitliche Hajiganj Fort und das nur wenig jüngere Sonakanda Fort sind die bedeutendsten historischen Monumente der Stadt und ihres Umlands. Beide Forts dienten zur Abwehr arakanesischer und portugiesischer Piraten.